# Yao Jie
Yao Jie, född 21 september 1990, är en friidrottare från Kina. Han deltog vid olympiska sommarspelen 2016.